# Каролинска кабомба
Каролинска кабомба (Cabomba caroliniana) е водно многогодишно тревисто растение, произхождащо от Северна и Южна Америка. Първоначално е популярно аквариумно растение, но в резултат на това е изнасяна по целия свят и се е превърнала в инвазивен вид в Европа и Австралия.

## Разпространение
Произхожда от югоизточна Южна Америка (Южна Бразилия, Парагвай, Уругвай и Североизточна Аржентина), и източното и западното крайбрежие на Съединените щати. В някои райони се яде като зеленчук.